# 2004年アテネオリンピックのイギリス選手団
2004年アテネオリンピックのイギリス選手団（2004ねんアテネオリンピックのイギリスせんしゅだん）は、2004年8月13日から8月29日にかけてギリシャの首都アテネで開催された2004年アテネオリンピックのイギリス選手団、およびその競技結果。

## 概要
今大会は金メダル9個、銀メダル9個、銅メダル12個の合計30個のメダルを獲得した。

## メダル
| メダル | 選手名                                                                                      | 競技       | 種目                    |
| ------ | ------------------------------------------------------------------------------------------- | ---------- | ----------------------- |
| 金     | ジェイソン・ガードナー ダレン・キャンベル マーロン・デボニッシュ マーク・ルイス＝フランシス | 陸上       | 男子4×100mリレー        |
| 金     | ケリー・ホームズ                                                                            | 陸上       | 女子800m                |
| 金     | ケリー・ホームズ                                                                            | 陸上       | 女子1500m               |
| 金     | クリス・ホイ                                                                                | 自転車     | 男子1kmタイムトライアル |
| 金     | ブラッドリー・ウィギンス                                                                    | 自転車     | 男子個人追抜き          |
| 銀     | スティーブ・カミングス ロバート・ヘイルズ ポール・マニング ブラッドリー・ウィギンス         | 自転車     | 男子団体追抜き          |
| 銀     | アミール・カーン                                                                            | ボクシング | 男子ライト級            |
| 銅     | ケリー・サザートン                                                                          | 陸上       | 女子七種競技            |
| 銅     | デービット・デービス                                                                        | 競泳       | 男子1500m自由形         |
| 銅     | ステファン・パリー                                                                          | 競泳       | 男子200mバタフライ      |
| 銅     | ロバート・ヘイルズ ブラッドリー・ウィギンス                                                 | 自転車     | 男子マディソン          |